# Драган Стойкич
Драган Стойкич (хорв. Dragan Stojkić, нар. 7 жовтня 1975, Спліт, СФРЮ) — боснійський і хорватський футболіст та тренер, воротар.

## Кар'єра гравця

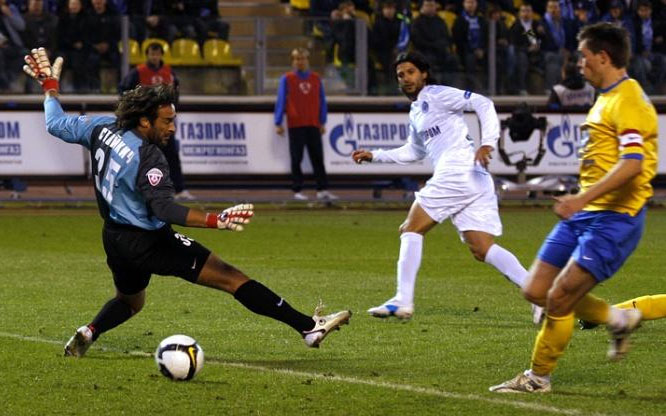
Стойкич (зліва) в грі за «Промінь-Енергію»

Розпочав кар'єру в хорватському «Хайдуку». Потім виступав у складі інших хорватських клубів: «Самобор», «Славен Белупо», «Загреб», «Марсонія» та «Шибеник». У 2007 році був визнаний найкращим голкіпером чемпіонату Хорватії. У 2008 році, після завершення Чемпіонату Європи, приїхав до Австрії та підписав контракт з владивостокським клубом «Промінь-Енергія». На той час російський клуб тренував Зоран Влич. Спочатку Драган був резервним воротарем команди. Після відходу Марека Чеха в московський «Локомотив», став основним голкіпером команди. Дебютував 3 серпня в матчі проти «Рубіна» (1:1), коли Марек Чех був вилучений з поля. По завершенні цього матчу Вулич сказав, що Стойкич добре відіграв поєдинок. У Санкт-Петербурзі «Промінь» поступився з рахунком 1:8, але а словами Анатолія Тимощука Драган був найкращим гравцем у складі «Променя». Після вильоту «Променя» з РПЛ Драган залишив Владивосток. З 2008 року грав в Ізраїлі. Виступав за клуби «Ашдод» і «Хапоель» з Ашкелона. З 2013 року виступає за хорватський «Змаж».

## Особисте життя
Одружений. Має двох синів.